# یحیی‌آباد (تاکستان)
یحیی‌آباد، روستایی از توابع بخش مرکزی شهرستان تاکستان در استان قزوین ایران است.

## جمعیت
این روستا در دهستان قاقازان شرقی قرار دارد و براساس سرشماری مرکز آمار ایران در سال ۱۳۸۵، جمعیت آن ۳٬۰۶۰ نفر (۸۷۱ خانوار) بوده‌است.